# Signo de Tinel
El signo de Tinel es un signo clínico utilizado para detectar la irritación o inflamación de un nervio. Es positivo cuando, al percutir sobre el trayecto de un nervio, aparecen parestesias y calambres en el territorio inervado por este. Fue descrito por el neurólogo francés Jules Tinel (1879-1952).
Se utiliza habitualmente para la exploración del síndrome del túnel carpiano, percutiendo a nivel del ligamento anular del carpo. Es positivo al generar parestesias en el pulgar, índice, dedo medio y mitad radial del anular. En algunos estadios de recuperación somatosensorial, pueden aparecer estas mismas parestesias.
Aunque se asocia a este síndrome, el signo de Tinel puede utilizarse también, por ejemplo, en el síndrome del canal de Guyon, en el que el nervio atrapado es el cubital. En este caso, las parestesias distales aparecen en la mitad cubital del anular y en el meñique.